# Порецька залізниця
Порецька залізниця (італ. і хорв. Parenzana, словен. Porečanka) — закрита вузькоколійна залізниця у межах сучасних Італії, Словенії та Хорватії, що діяла в 1902—1935 роках між Трієстом і Поречем (на той час «Паренцо», звідки її італійська назва «Паренцана»).

## Назва
Будуючись, залізниця мала офіційну назву німецькою мовою: «Parenzaner Bahn» (Порецька магістраль) або просто «Parenzaner» (Порецька). Пізніше вона була відома як «Істрійська залізниця» і «TPC» (скорочено від Трієст — Паренцо (тепер Пореч) — Канфанар (італ. Canfanaro)). 
Серед нинішньої місцевої хорватської і словенської більшості залізниця також відома як «Істранка» («Істрія» хорватською і словенською мовами звучить як «Істра») або «Істріянка». У словенській мові на позначення цієї залізниці також побутувала назва «Poreška» (Порецька), а в хорватській — відповідно «Porečka», або ще її іноді називають «Porečanka». В італійській за залізницею закріпилося прізвисько «Parenzana» (Порецька). 

## Маршрут
Залізниця починалася на станції Св. Андрія (тепер залізничний музей) у Трієсті. Біля Шкедня відхилялася від маршруту Бохінської залізниці, проходила повз Муджу і заходила в сьогоденну Словенію в Шкофіях. Маршрут спершу минав Декани, потім повертав у бік узбережжя, проходив через Копер, Ізолу, Струнян, Порторож, Луцію, Сечовлє, перетинав річку Драгоня і входив на територію сьогоднішньої Хорватії. Потім повертав на захід, досягав Валиці, де стояла станція Савудрія, а потім повертав на схід углиб Істрії. Проминав Бує, здирався до Грожняна, де незабаром, пройшовши це місто, діставався своєї найвищої точки у 293 м над рівнем моря, після чого починав спускатися до Ливаде (13 м над рівнем моря), де перетинав річку Мирна. Потім знову починав підніматися через Мотовун і Вижинаду до Балдашів, де досягав іншої місцевої крайньої точки на висоті 273 м над рівнем моря. Звідти починав поступовий спуск, минаючи Вишнян, і так доходив до Пореча, подолавши відстань у 123 км від Трієста, що зробило маршрут однією з найдовших вузькоколійок у Європі.
Відгалуження від Валиці до Умага так побудовано і не було попри те, що місцева влада спочатку його планувала та доклала до цього багато зусиль. У свою чергу, зі станцією у Порторожі з 1909 р. (на той час Порторож був спа-курортом і зупинку для його відвідувачів облаштували на приватній віллі через два роки після побудови залізничної лінії) було сполучено Піран — спочатку тролейбусом, який 1912 року замінив електричний трамвай, що ходив до 1953 р.

### Список станцій
Трієст Кампомарціо (Trieste Campomarzio)/Святого Андрея

 Трієст Скало Легнамі (Trieste Scalo Legnami)/Трієст — дров'яний порт

 Трієст Сервола (Trieste Servola)

 Монте Кастільйоне (Monte Castiglione)

 Зауле — Вал Росандра (італ. Val Rosandra, словен. Rožna dolina)/Жавлє

 Муджа (італ. Muggia, словен. Milje)

 (Споднє) Шкофіє (італ. Albaro Vescovà-Scoffie)

 Декани (італ. Villa Decani)

 Лазарет (італ. Lazzaretto-Risano)

 Копер (італ. Capodistria)

 Семедела

 Ізола (італ. Isola d'Istria)

 Струнян (італ. Madonna di Strugnano)

 Порторож (італ. Portorose)

 Луція (італ. Santa Lucia)

 Падерно (італ. San Bortolo)

 Сечовлє (італ. Sicciole)

 Савудрія (італ. Salvore)

 Плановане відгалуження Савудрія — Умаг

 Марковаць-Мажурія (італ. Mazzoria)

 Калданія (італ. Caldania)

 Бує (італ. Buie)

 Трибан (італ. Tribano)

 Грожнян (італ. Grisignana)

 Костаніца (італ. Castagna)

 Завршє (італ. Piemonte D'Istria)

 Опрталь (італ. Pòrtole)

 Ливаде (італ. Bagni San Stefano)

 Мотовун (італ. Montona)

 Каройба (італ. Caroiba)

 Плановане відгалуження Каройба — Пазин

 Ракотуле (італ. Raccosole)

 Вижинада (італ. Visinada)

 Балдаші (італ. Baldassi)

 Марковаць (італ. Santa Domenica)

 Вишнян (італ. Visignano)

 Нова Вас (італ. Villanova di Parenzo)

 Пореч (італ. Parenzo)